# Gasverflüssigungsanlage
Als Gasverflüssigungsanlage (LNG train) wird eine großindustrielle Fabrikanlage bezeichnet, die Gase zu Flüssiggas verflüssigt.
Häufige Anwendungen sind die Herstellung von Brenngasen wie Flüssigerdgas (Liquified Natural Gas) sowie die Luftverflüssigung.

## Herstellung von Flüssigerdgas
Um Erdgas wirtschaftlich über weite Strecken zu transportieren, muss sein Volumen erheblich reduziert werden. Zu einer maximalen Volumenreduzierung muss Erdgas verflüssigt werden. Dabei wird in einer Verflüssigungsanlage Erdgas auf etwa −160 Grad heruntergekühlt. In den Phasen der Verflüssigung müssen strikte Sicherheitsregeln eingehalten und Schutzmaßnahmen ergriffen werden, da das Erdgas hoch entzündlich ist und mit Luft explosive Gemische bildet.
Im Erdgas befinden sich zahlreiche Verunreinigungen, die in dem Verflüssigungsprozess ausgeschieden werden müssen, damit die Kühlaggregate nicht ausfallen, bevor das Erdgas auf der Tiefsttemperatur verflüssigt ist. Häufig sind organische Schwefelverbindungen enthalten, die entfernt werden müssen. Die Verdichtung des Flüssigerdgas zu Erdgas erfolgt im Verhältnis 1:600. Im Prozess der Verflüssigung des Erdgases fällt bis zu etwa 15 % CO2 (Kohlendioxid) an und muss wie auch enthaltener Wasserdampf abgeschieden werden. Das im Gas enthaltene Wasser wird durch Erdgastrocknung abgeschieden.
Jede Verflüssigungsanlage für LNG besteht aus einer Verdichtungsanlage, die Propan erzeugt, einer Anlage zur Kondensation für Methan und aus einer Anlage für Ethan.
Die Verflüssigungsanlagen werden in einzelne trains aufgeteilt. Die größten trains mit einer Kapazität von 7,8 Mio. t pro Jahr befinden sich in Ras Laffan (RasGas 7 und 8).
Im Rahmen des Gorgon-Gasprojekts in Nordwest-Australien wird für etwa 6,5 Mrd. € (10 Milliarden AUD$) eine große Anlage mit einem Jahresvolumen von 5 Millionen m³ (Mio. t) LNG errichtet.
Der Transport des Flüssigerdgases erfolgt entweder in LNG-Tankern oder LNG-Fahrzeugen.